# Ava (película de 2017)
Ava es una película de drama francesa dirigida por Léa Mysius y estrenada en 2017. La película fue proyectada en la Semana internacional de la crítica en la sección oficial del Festival de Cannes. En Cannes ganó el Premio SACD y recibió críticas mayormente positivas del público y la audiencia. La película estuvo protagonizada por Noée Abita como Ava y Laure Calamy como la madre, esta última fue nominada en los Premios César como actriz de reparto.

## Sinopsis
Ava, de 13 años, está de vacaciones en el mar cuando se entera de que va a perder la vista más rápido de lo que esperaba. Su madre decide actuar como si no ocurriera nada y fueran a pasar el mejor verano de sus vidas. Ava entonces comienza a enfrentar el problema a su manera. 

## Reparto
- Noée Abita como Ava.
- Laure Calamy as Maud, la madre de Ava.
- Juan Cano como Juan.
- Tamara Cano como Jessica.
- Carmen Gimenez como Carmen.
- Daouda Diakhaté como Tété.

## Producción

### Casting
Noah Abita es la actriz que consigue el papel de Ava. Después de haber preguntado en una agencia de actores, se le propone pasar el casting para la película con un amigo. Ella pasa la audición el primer día, y el director dice que cuando ella "entró a la sala [...] hay algo que ha cambiado". No fue difícil para el director encontrar a su actriz. Sin embargo, encontrar el intérprete de Juan fue más complejo.

### Música
La música original está compuesta por Florencia Di Concilio. Extractos musicales también están incluidos en la película:
- She Ain't A Child No More de Sharon Jones
- Passacaglia Della Vita de Rosemary Standley y Dom La Nena
- Sabali de Amadou y Mariam

## Reconocimiento
- Premio Sopadin Junior al mejor guion 2014: Premio Arlequin[4]
- Festival de Cannes 2017: Semaine de la critique - Prix SACD (Ganador)
- Festival de Cine de Cannes 2017  : Semana de la Crítica - Premio 16 de SACD, y Premio del Jurado Palme Dog de Lupo Dog (Ganador)
- Montreal New Cinema Festival 2017: Louve d'Or (Ganadora)
- Festival Internacional de Cine de Estocolmo 2017: Mejor fotografía para Paul Guilhaume (Ganador)
- Festival Internacional de Cine de Palm Springs 2018: Premio Especial del Jurado de New Voices / New Visions (Ganadora)
- Festival Internacional de Cine de Munich 2017: concurso CineVision (Nominada)
- César 2018  : nominación al César a la mejor actriz en un papel secundario por Laure Calamy, y preselección en el César de la mejor revelación femenina para Noée Abita (Pendiente)